# Salmo 23
El salmo 23  es, según la numeración hebrea, el vigesimotercer salmo del Libro de los salmos de la Biblia. Corresponde al salmo 22 según la numeración de la Biblia Septuaginta griega, empleada también en la Vulgata latina. Por este motivo, recogiendo la doble numeración, a este salmo también se le refiere como el salmo 23 (22).
También se conoce como el himno del Pastor debido a las palabras iniciales, El Señor es mi pastor, y describe el cuidado de Yahvé indentificado con un pastor (versículos 1-4) y un anfitrión (versículos 5-6). Es uno de los salmos más populares y citados.

## Antecedentes y creación
Según las tradiciones posteriores del Antiguo Testamento, el rey David era músico. En 1 Sam 16: 16-23 se afirma que tocó el arpa para el rey Saúl. De acuerdo con los titulares en el texto masorético es 73 de salmos escritos por él, y de acuerdo con el griego traducción Septuaginta 84.
En uno de los rollos de Qumrán (alrededor de 100 f Kr.): 11QPs una dice que David escribió un total de 4050 himnos a diferentes ocasiones. Siguiendo la tradición, David creció como un pastorcillo (1 Sam 16:11; 17: 20.34) por lo que era natural atribuirle este himno. Se podría decir que David, tal como se presenta en los libros de Samuel, es fácil de reconocer para muchas personas porque tiene muchos roles diferentes y aparece como un personaje compuesto, de modo que muchos himnos diferentes pueden relacionarse con su biografía.
Pero de acuerdo con la mayoría de las investigaciones recientes, estas declaraciones de autores son adiciones secundarias que se agregan para hacer un texto que fue solo una oración para que también pueda servir como texto de lectura. Las historias de David forman un marco alrededor de los salmos para que el lector pueda imaginar a David en las situaciones que representan los salmos.
13 de los Salmos también se refieren a situaciones específicas en la vida de David, pero no se aplica al Salmo 23. Algunos estudiosos han encontrado similitudes lingüísticas entre el Salmo 23, Jeremías y el Libro de las Lamentaciones. Dado que el templo "la casa del Señor" (b ith ith-y huhu) se menciona en el versículo 6, que excluye el tiempo de David (2 Sam. 7: 2) y el tiempo del exilio (586-538 - 2 Reyes 25: 9-17), las últimas décadas tienen por lo tanto normalmente esta génesis del himno se contaba con la época persa postexil (entre los años 538 a. C. y 330 a. C.

## Formulario de texto
El sistema métrico hebreo ha sido debatido desde la antigüedad. Los intentos más importantes para organizar el Salmo 23 en un sistema métrico se pueden encontrar en el comentario del himno de Hermann Gunkel  y en un artículo de David Noel Freedmans. Según Hermann Gunkel, el Salmo 23 consta de 10 estrofas de 3 + 2 donde el quinto está dañado. Freedman encontró un sistema complicado de 5 × 24 sílabas según su propia ortografía o 5 × 26 siguiendo el texto masorético . Las discusiones en torno a las métricas hebreas se han perdido en gran medida porque ninguno de los sistemas propuestos se ajusta al material sin una reelaboración muy extensa, por lo que pocos autores tratan esto de manera particularmente extensa.

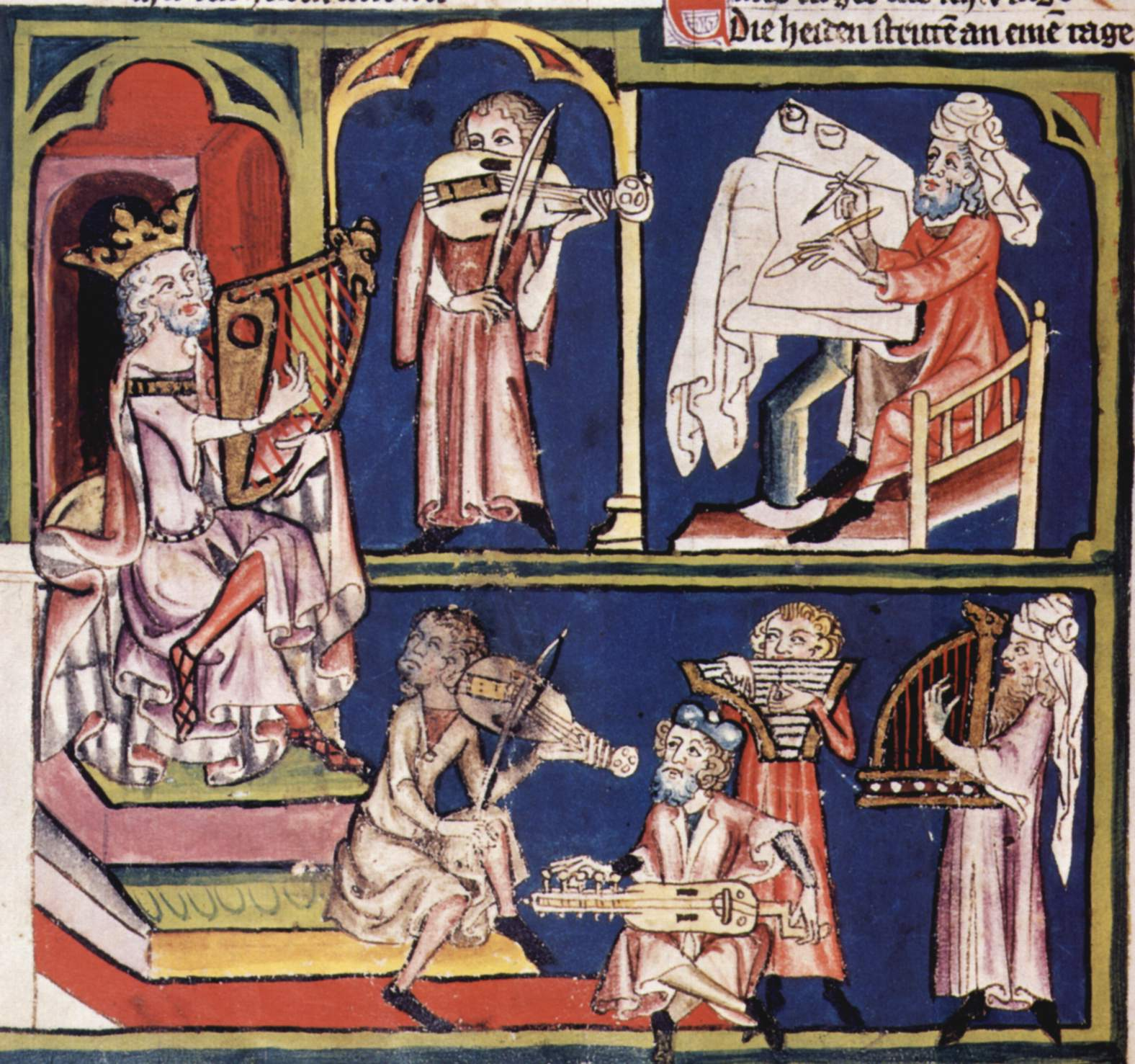
El rey israelí David toca el arpa con músicos y un escritor, representado en un libro pintado por el poeta austríaco Rudolf von Ems ' Weltkronik en una versión de aprox. 1340. Según la tradición, David escribió casi la mitad de los salmos del libro de los Salmos en la Biblia.

El texto se describe como un himno de confianza o un himno de protección. Probablemente se usó en su versión original de muchas de las mismas formas en que se usa en nuestro tiempo, como una declaración de confianza y expresión del deseo de que Dios ayude en situaciones amenazantes y difíciles. Los términos como "el valle de la oscuridad profunda" y "enemigos" pueden entenderse como declaraciones metonímicas o metafóricas que pueden significar cosas diferentes según la situación de la vida de quienes usan el salmo.
En un estudio de la estructura del salmo, Mark S. Smith  encontrado paronomas ( similitud de sonido ) en el texto entre v1 / 4, v2 / 5 y v3 / 6, y que el texto da la impresión de comenzar con una caminata y luego terminar en "La casa del Señor", es decir, el templo. Estos Según Smith, los paronomas enfatizan la unidad entre la caminata y el templo en el campo del salterio. Además, él ve que hay varios paralelos lingüísticos entre el Salmo 23 y el Salmo 27, que es un himno de peregrinación distinto. A partir de esto, Smith concluye que el Salmo 23 ha sido creado en conexión con la peregrinación, y que originalmente fue utilizado por grupos que han estado en viajes peligrosos a Jerusalén. Aunque el análisis de Smith parece plausible, otras situaciones de la vida también pueden explicar los orígenes del Salmo 23.

## Antiguas asociaciones orientales al contenido del texto

### El pastor
La gran mayoría en el Cercano Oriente tenía conocimiento de la profesión de pastor y muchos tenían una experiencia más larga de la profesión. Al mismo tiempo, en el círculo cultural del Antiguo Oriente, el término "pastor" ( huevas ) se usaba a menudo como metáfora para designar a reyes y comandantes del ejército.

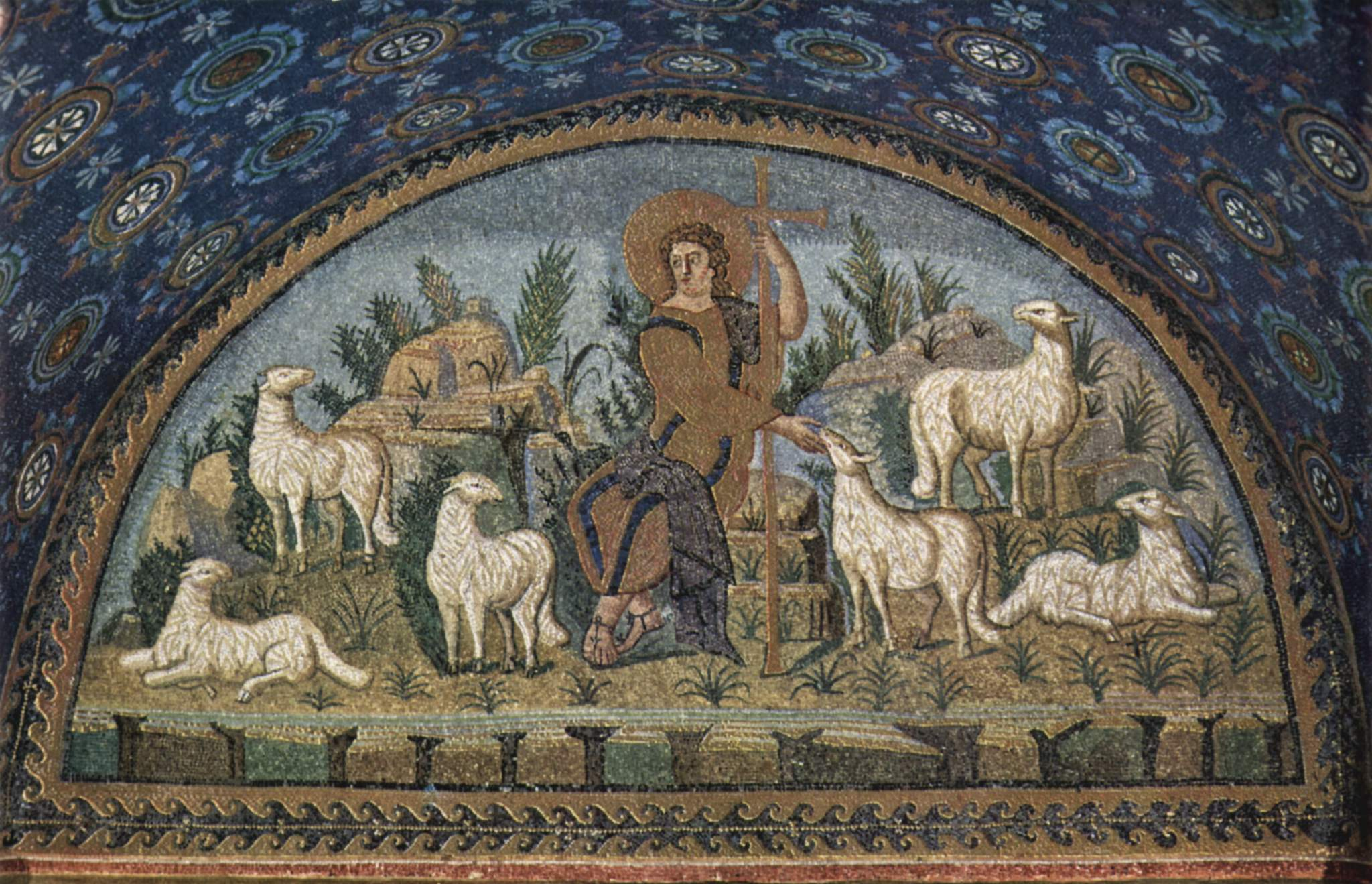
Jesucristo como "El Buen Pastor" representado en un mosaico de la primera mitad del siglo V en el mausoleo de la emperatriz romana occidental Galla Placidia en Rávena

#### A. El título de pastor que se usa sobre las personas
En Ilíada de Homero , se hace referencia a nueve reyes como "... pastores para su pueblo", incluidos Agamenón y Néstor. Aún más indirectamente obtener este título. Fuentes egipcias, babilónicas y asirias también consideran que el título de pastor es un título real. Si bien el término pastor se usa a menudo sobre reyes, también hay muchos mitos y leyendas de la arqueología del Cercano Oriente que describen cómo los dioses y los ángeles se encuentran con los pastores. Del extenso material textual se puede concluir que la palabra "pastor" en el momento en que se escribió el Salmo 23 no solo se refiere a los cazadores de ovejas, sino también en gran medida a personas con dignidad real y habilidades estratégicas.
Por lo tanto, no es sorprendente que tanto Abel, el hijo de Adán (Génesis 4: 2), Abraham (Génesis 13: 5-8), Jacob (Génesis 30: 32-42), Moisés (Génesis 3: 1) y David (1 Sam. 16:11) sean descritos como un pastor. El título del rebaño en sí era un título doble que también podría tener connotaciones a las posiciones de gobernante. El profeta Amos juega a. en su pasado como pastor.

Y Amos respondió y dijo a Amasa: No soy un profeta, y no soy un equipo de profeta. Soy pastor y cultivo higo de morera. 15 Y el Señor me sacó del rebaño, y el Señor me dijo: Ve, sé profeta para mi pueblo Israel.
Amós 7: 14f

También en el capítulo 34 de Ezequiel hay un pasaje más largo en el que los reyes, sacerdotes y profetas se conocen como pastores para el pueblo, y se oponen a un Pastor elegido por el Señor (y que en la tradición judía y cristiana ha sido interpretado como el Mesías.

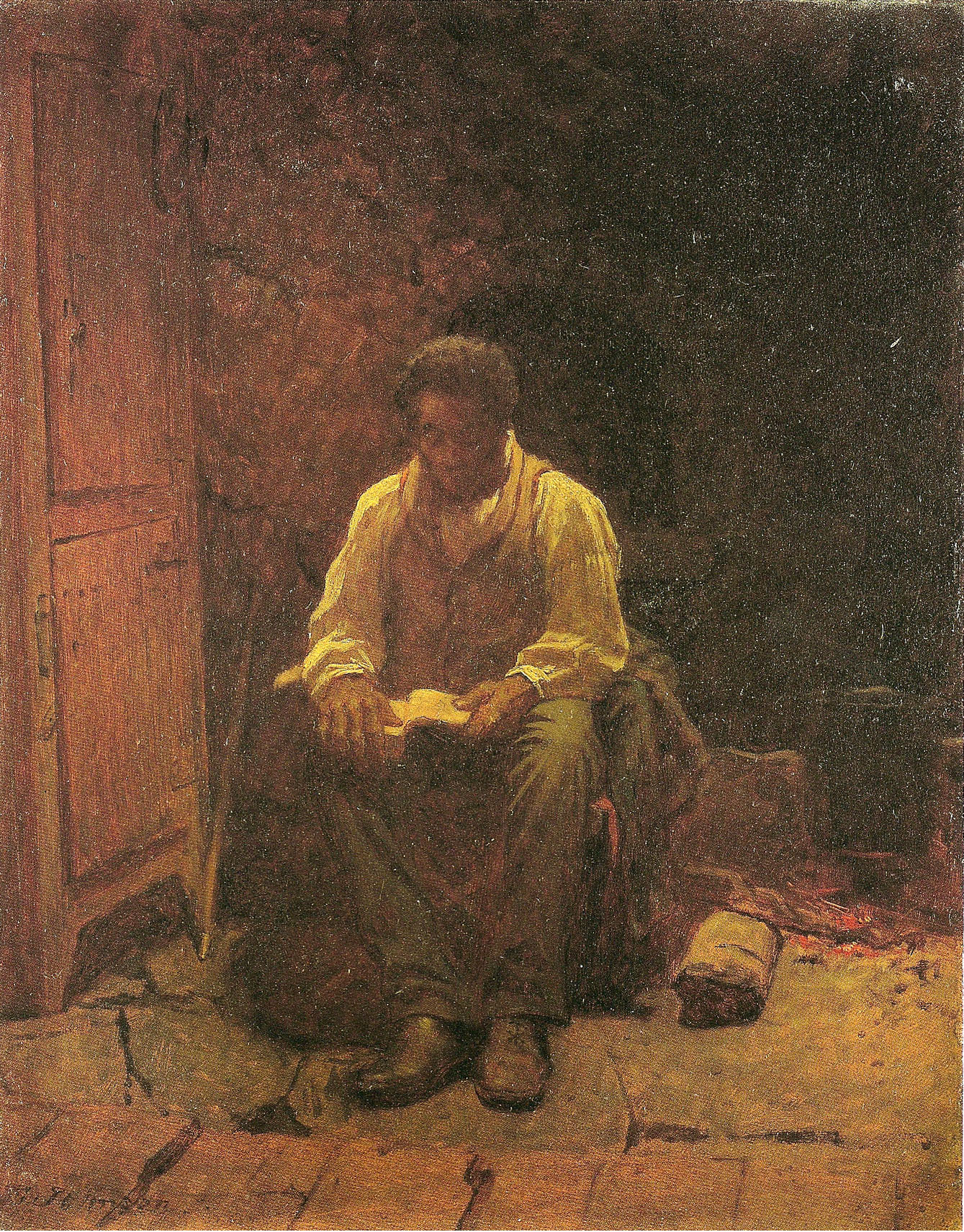
El Señor es mi pastor del pintor de género estadounidense Eastman Johnson (1824-1906) de aproximadamente 1863 muestra a un esclavo negro estadounidense que busca consuelo en la Biblia, probablemente en el Himno del pastor.

¡Hombre, habla palabras proféticas a los pastores de Israel! Habla profetas y diles: Así ha dicho el Señor Dios: ¡Ay de los pastores de Israel, que solo se proveen a sí mismos! ¿No es el rebaño para proporcionar? 3 La leche que usas para comer, la lana que tomas para vestir y la bestia te mata; pero no pastoreas las ovejas.
Ezequiel 34: 2f

Pondré un pastor sobre ellos, mi siervo David, que los pastoreará. Él los pastoreará y serán sus pastores. 24 Yo, el Señor, seré su Dios, y mi siervo David será el príncipe entre ellos. Yo, el Señor, he hablado.
Ezequiel 34: 23f

#### B. El título de pastor usado sobre dioses
El título de "pastor" se ha usado si los dioses son más inusuales. En dos textos de Ugarit (Ras Shamra), según varios estudiosos, el dios Ba'al es descrito como un pastor. Pero el tablero de arcilla real está dañado, por lo que la interpretación es incierta. De la ciudad de Ebla, también se encontró una pizarra con el nombre personal: "ré-ï-malik" "Malik es mi pastor". Sin embargo, cuando uno considera cuán extendido fue el uso de títulos honorarios en el Cercano Oriente, es notable que el título de pastor rara vez se usara en la mención de dioses. Esto hace que el Salmo 23 sea especial.

#### C. Varias asociaciones con el título de pastor
Varios investigadores han notado que la metáfora del pastor no tiene asociaciones exclusivamente positivas de la vida real. Una cosa es cuando el pastor conduce al rebaño a un buen pasto o cuando protege al rebaño contra los animales salvajes, pero durante la temporada de sacrificio, el pastor no siempre brinda la misma protección. Esta sección del campo de asociación también se usa en textos del Antiguo Testamento como, p.

Fue abusado, pero humildemente lo llevó; no abrió la boca, como el cordero que se lleva para la matanza, como las ovejas que guardan silencio cuando son cortadas. No abrió la boca. 8 A través de la tribulación y el juicio fue desgarrado. ¿Pero quién en su tiempo lo hizo caso? Fue exterminado por la tierra de los vivos, tuvo que morir por la transgresión de su pueblo.
Isaías 53: 7 y sig.

#### D. El Pastor en el Salmo 23 como alusión invertida a Lamentaciones 3: 1-6
El Investigador Pierre van Hecke ha demostrado que el texto del Salmo 23 tiene un mayor número de paralelos lingüísticos con Lamentaciones 3: 1-6. Lamentaciones 3: 1-6 trata de cómo Yahweh persigue y castiga a Israel con su bastón (la misma palabra que en el Salmo 23 se traduce como una tribu de palo ). Por lo tanto, afirma que el Salmo 23 debe haber sido creado como una alusión invertida a Lamentaciones 3: 1-6. A diferencia de Yahweh que castiga a Israel en Lamentaciones 3: 1-6, el Salmo 23 describe un texto en el que Yahweh sostiene al salmista. Esto también encaja con el uso del verbo "perseguir" ( pers- vea los comentarios sobre el texto anterior) en Salmo 23: 6. Tales alusiones invertidas son comunes en la poesía hebrea. consecuencia, existe una conciencia entre el erudito original de que el dios que sostiene y protege en el Salmo 23 también es el dios que previamente ha sido estricto y justo con la gente.

### Anfitrión
La segunda de las metáforas de apoyo en el Salmo 23 es la descripción de Yahweh como "anfitrión". Esta metáfora también se cargó con contenido de experiencia para la mayoría de los israelíes , para la mayoría de las personas que experimentan como invitados.

#### A. El anfitrión que protege la declaración
"justo ante los ojos de mis enemigos" hace que el texto sea algo más que una descripción de cómo un anfitrión cuida a una persona que camina. Esta declaración lleva a las asociaciones hacia un santuario creado en una situación de otra manera amenazante. El salmista debe ser pasivo y Yahvé se hace responsable de la protección de los enemigos. En el antiguo mundo de la imaginación, los dioses a menudo son retratados como sujetos en actos de guerra. Por ejemplo, el Salmo 110 describe cómo el rey debe comportarse pasivamente y con confianza mientras Yahweh maneja la batalla:

El Señor está a tu diestra; aplastará a los reyes en el día de su ira. 6 Él juzga a los pueblos: está lleno de cadáveres
Salmo 110: 5 y sig.

En 1995, el investigador Phillip E. Stern publicó una comparación entre el Salmo 23 y el poema ugarítico CTA 3.2 "Masacre de Anat", donde señala que la diosa en este poema de ca. 1200 aC también cubre mesas para sus soldados y luego mata a los enemigos de una manera extremadamente brutal. La interpretación de Stern del poema ugarítico requiere cierta adaptación lingüística desde el tablero donde está dañado, pero esta noción del dios como sujeto en actos de guerra está muy arraigada en antiguas tradiciones orientales, tanto del Antiguo Testamento, fuentes clásicas como arqueológicas. Por lo tanto, los antecedentes de asociación del Salmo 23 no parecen caracterizarse por la tranquilidad, sino más bien por la protección de Yahweh contra lo que es peligroso.

#### B. El anfitrión que proporciona
Otro elemento de la metáfora del anfitrión es el énfasis en la abundancia, o Yahweh que proporciona: "cubre la mesa", "me unta la cabeza con aceite", "mi copa se desborda", "la bondad y la misericordia me seguirán". Jehová en el Salmo 23 no es solo el que protege y crea un santuario, sino también el que sostiene al salmista. En varios textos del Antiguo Testamento , Yahweh tiene el rol de proveedor. Los más famosos son quizás el relato del Jardín del Edén (Génesis 1: 29f) y el relato del éxodo de Egipto cuando Yahweh le dio al pueblo maná , codornices y agua de una roca (Éxodo 16: 4; 17: 6). También en el ciclo de Elías (de I Reyes 17), encuentra este motivo de cuidador, donde Elías es servido con cuervos (17: 6), donde le da un tarro de leche y una botella de aceite a la Viuda en Sarepta para que nunca se acabe (17:16) y donde Elijah reza llevando a la lluvia (18:45).
Este motivo de crianza también es conocido en muchas de las antiguas religiones orientales, especialmente en las llamadas religiones de fertilidad donde los dioses tienen hijos con humanos y que mueren y se despiertan con las estaciones. Las capas posteriores del Antiguo Testamento desprecian a otras religiones en general, y a tales religiones en particular. 
La descripción de los sacerdotes de Baal en I Reyes 18 está escrita con un tono polémico claramente negativo. Aun así, puede decir eso Yahweh en algunas partes de la tradición ha absorbido las características más esenciales de las religiones de fertilidad , mientras que las tradiciones del Antiguo Testamento también rechazan las características clave de esta forma de religión.

## Texto
La siguiente tabla muestra el texto en hebreo del Salmo con vocales, junto con el texto en griego koiné de la Septuaginta  y la traducción al inglés de la Versión King James. Tenga en cuenta que el significado puede diferir ligeramente entre estas versiones, ya que la Septuaginta y el Texto masorético provienen de diferentes tradiciones textuales.  y una traducción de 1844 directamente de la Septuaginta por L. C. L. Brenton se puede encontrar Ambas traducciones son de dominio público. En la Septuaginta, este salmo se numera como Salmo 22.
| # | Hebreo                                                               | Español | Griego |
| - | -------------------------------------------------------------------- | --- | --- |
| 1 | מִזְמ֥וֹר לְדָוִ֑ד יְהֹוָ֥ה רֹ֝עִ֗י לֹ֣א אֶחְסָֽר׃                                         | Un salmo de David. El SEÑOR es mi pastor; nada me faltará.                                                                        | Ψαλμὸς τῷ Δαυΐδ. - ΚΥΡΙΟΣ ποιμαίνει με καὶ οὐδέν με ὑστερήσει.                                                                                  |
| 2 | בִּנְא֣וֹת דֶּ֭שֶׁא יַרְבִּיצֵ֑נִי עַל־מֵ֖י מְנֻח֣וֹת יְנַהֲלֵֽנִי׃                                | En verdes praderas me hace descansar; junto a aguas de reposo me conduce.                                                         | εἰς τόπον χλόης, ἐκεῖ με κατεσκήνωσεν, ἐπὶ ὕδατος ἀναπαύσεως ἐξέθρεψέ με,                                                                       |
| 3 | נַפְשִׁ֥י יְשׁוֹבֵ֑ב יַֽנְחֵ֥נִי בְמַעְגְּלֵי־צֶ֝֗דֶק לְמַ֣עַן שְׁמֽוֹ׃                                | Él restaura mi alma: me guía por sendas de justicia por amor de su nombre.                                                        | τὴν ψυχήν μου ἐπέστρεψεν. ὡδήγησέ με ἐπὶ τρίβους δικαιοσύνης ἕνεκεν τοῦ ὀνόματος αὐτοῦ.                                                         |
| 4 | גַּ֤ם כִּֽי־אֵלֵ֨ךְ בְּגֵ֪יא צַלְמָ֡וֶת לֹא־אִ֘ירָ֤א רָ֗ע כִּי־אַתָּ֥ה עִמָּדִ֑י שִׁבְטְךָ֥ וּ֝מִשְׁעַנְתֶּ֗ךָ הֵ֣מָּה יְנַֽחֲמֻֽנִי׃ | Aunque ande en valle de sombra de muerte, no temeré mal alguno, porque tú estás conmigo; tu vara y tu cayado me infunden aliento. | ἐὰν γὰρ καὶ πορευθῶ ἐν μέσῳ σκιᾶς θανάτου, οὐ φοβηθήσομαι κακά, ὅτι σὺ μετ᾿ ἐμοῦ εἶ· ἡ ῥάβδος σου καὶ ἡ βακτηρία σου, αὗταί με παρεκάλεσαν.     |
| 5 | תַּעֲרֹ֬ךְ לְפָנַ֨י ׀ שֻׁלְחָ֗ן נֶ֥גֶד צֹרְרָ֑י דִּשַּׁ֥נְתָּ בַשֶּׁ֥מֶן רֹ֝אשִׁ֗י כּוֹסִ֥י רְוָיָֽה׃                  | Preparas una mesa delante de mí en presencia de mis enemigos; unges mi cabeza con aceite; mi copa rebosa.                         | ἡτοίμασας ἐνώπιόν μου τράπεζαν, ἐξεναντίας τῶν θλιβόντων με· ἐλίπανας ἐν ἐλαίῳ τὴν κεφαλήν μου, καὶ τὸ ποτήριόν σου μεθύσκον με ὡσεὶ κράτιστον. |
| 6 | אַ֤ךְ ׀ ט֤וֹב וָחֶ֣סֶד יִ֭רְדְּפוּנִי כׇּל־יְמֵ֣י חַיָּ֑י וְשַׁבְתִּ֥י בְּבֵית־יְ֝הֹוָ֗ה לְאֹ֣רֶךְ יָמִֽים׃          | Ciertamente el bien y la misericordia me seguirán todos los días de mi vida; y habitaré en la casa del SEÑOR para siempre.        | καὶ τὸ ἔλεός σου καταδιώξει με πάσας τὰς ἡμέρας τῆς ζωῆς μου, καὶ τὸ κατοικεῖν με ἐν οἴκῳ Κυρίου εἰς μακρότητα ἡμερῶν.                          |

### Versión de la Biblia Reina-Valera 1960
1 Jehová es mi pastor, nada me faltará.
2 En lugares de delicados pastos me hará descansar.
Junto a aguas de reposo me pastoreará.
3 Confortará mi alma. 
Me guiará por sendas de justicia por amor de su nombre.
4 Aunque ande en valle de sombra de muerte, no temeré mal alguno, porque tú estarás conmigo.
Tu vara y tu cayado me infundirán aliento.
5 Aderezas mesa delante de mí en presencia de mis angustiadores. Unges mi cabeza con aceite, mi copa está rebosando.

6 Ciertamente el bien y la misericordia me seguirán todos los días de mi vida.Y en la casa de Jehová moraré por largos días.

### Versión de la Biblia Reina-Valera 1995
1 Jehová es mi pastor, nada me faltará.
2 En lugares de delicados pastos me hará descansar; junto a aguas de reposo me pastoreará.
3 Confortará mi alma. Me guiará por sendas de justicia por amor de su nombre.
4 Aunque ande en valle de sombra de muerte, no temeré mal alguno, porque tú estarás conmigo; tu vara y tu cayado me infundirán aliento.
5 Aderezas mesa delante de mí en presencia de mis angustiadores; unges mi cabeza con aceite; mi copa está rebosando.

6 Ciertamente, el bien y la misericordia me seguirán todos los días de mi vida, y en la casa de Jehová moraré por largos días.

### Versión de La Biblia de las Américas
1 El Señor es mi pastor, nada me faltará.
2 En lugares de verdes pastos me hace descansar; junto a aguas de reposo me conduce.
3 Él restaura mi alma; me guía por senderos de justicia por amor de su nombre.
4 Aunque pase por el valle de sombra de muerte, no temeré mal alguno, porque tú estás conmigo; tu vara y tu cayado me infunden aliento.
5 Tú preparas mesa delante de mí en presencia de mis enemigos; has ungido mi cabeza con aceite; mi copa está rebosando.

6 Ciertamente el bien y la misericordia me seguirán todos los días de mi vida, y en la casa del Señor moraré por largos días.

## Comentarios

### De la iglesia católica

#### A todo el salmo
La cercanía de Dios, tan anhelada en el Salmo 22, se presenta ahora como una realidad celebrada en el Salmo 23. Este salmo contrasta con el anterior: mientras allí predominaban el sufrimiento y la muerte, aquí se habla de vida, seguridad y dicha (v. 3), y se experimenta el cumplimiento de la promesa de plenitud, representada en la imagen de una mesa servida por el mismo Señor (v. 5). La confianza que transmite este salmo recuerda la expresada en el Salmo 16.
El poema se estructura a partir de dos imágenes centrales: Dios como pastor (vv. 1–4) y como anfitrión generoso (vv. 5–6). Es posible que su origen esté vinculado a una liturgia de acción de gracias en el Templo, la “Casa del Señor” mencionada al final (v. 6). Este salmo, uno de los más conocidos y amados, alcanza todo su significado a la luz de las palabras de Jesús: “Yo soy el buen pastor”. Él mismo nos guía y ha preparado para nosotros la mesa de la Eucaristía. Confiados en su cuidado, se camina hacia los pastos eternos de su Reino, donde encontraremos la alegría plena.

#### A los versículos 1-4
La imagen del pastor, común en el antiguo Oriente y en el Antiguo Testamento, se aplica tanto al rey como a Dios, considerado guía y protector de su pueblo. La particularidad de este salmo reside en la afirmación personal: El Señor es mi pastor (v. 1), que introduce una relación íntima y confiada con Dios. A través de las acciones propias de un pastor, se describe la manera en que Dios conduce al hombre que busca la justicia y la santidad (vv. 2–3), probablemente en referencia al rey ungido (cf. v. 5). La protección divina, firme incluso en situaciones de peligro, permite que el orante se dirija directamente a Dios (v. 4), reconociendo en “la vara” un símbolo de defensa ante los enemigos, y en “el cayado”, un signo de autoridad, seguridad y dirección.

#### A los versículos 5-6
Tras reconocer la protección constante del Señor, el salmista pasa a expresar su gratitud por los beneficios recibidos: Dios lo ha acogido como huésped, lo ha ungido y lo ha colmado de bienes (v. 5). Esta experiencia de bondad lo lleva a reafirmar su confianza en seguir recibiendo los dones de la Alianza —la bondad y la misericordia divinas (cf. Sal 6,5)— y en poder continuar acudiendo a la casa del Señor durante muchos días (cf. Sal 15,1).
A la luz de las palabras de Jesús que se presenta como el Buen Pastor, esta oración adquiere una dimensión universal. Todo creyente puede hacer suyas las palabras del salmista al reconocer en Cristo al que guía, protege y salva. Como explica Teodoreto de Ciro
{{cita|Y, del mismo modo que el pastor, cuando ve a sus ovejas dispersas, toma a una de ellas y la conduce donde quiere, arrastrando así a las demás en pos de ella, así también el Verbo de Dios, viendo al género humano descarriado, tomó la naturaleza de esclavo, uniéndose a ella, y, de esta manera, hizo que volviesen a Él todos los hombres y condujo a los pastos divinos a los que andaban por lugares peligrosos, expuestos a la rapacidad de los lobos. Por esto, nuestro Salvador asumió nuestra naturaleza; por esto, Cristo, el Señor, aceptó la pasión salvadora, se entregó a la muerte y fue sepultado: para sacarnos de aquella antigua tiranía y darnos la promesa de la incorrupción, a nosotros, que estábamos sujetos a la corrupción. En efecto, al restaurar, por su resurrección, el templo destruido de su cuerpo, manifestó a los muertos y a los que esperaban su resurrección la veracidad y firmeza de sus promesas.
Este salmo se recita litúrgicamente en la solemnidad del Sagrado Corazón de Jesús como expresión de la ternura y compasión de Dios reveladas en Cristo (cf. v. 6), y también en la fiesta de Cristo Rey, donde se reconoce a Jesús como el verdadero pastor que guía y cuida a su Iglesia (cf. v. 2). Para facilitar la comprensión en Liturgia de las horas se le asigna a cada salmo un título en rojo (rúbrica) que no forma parte del salmo. El título del salmo 23 es El buen pastor.